# Coregonus zuerichensis
Coregonus zuerichensis es una especie de pez de la familia Salmonidae en el orden de los Salmoniformes.

## Distribución geográfica
Se encuentra en Europa: lagos  Zúrich, lago de Walen y  Pfäffikon en Suiza.